# بساط شرقي

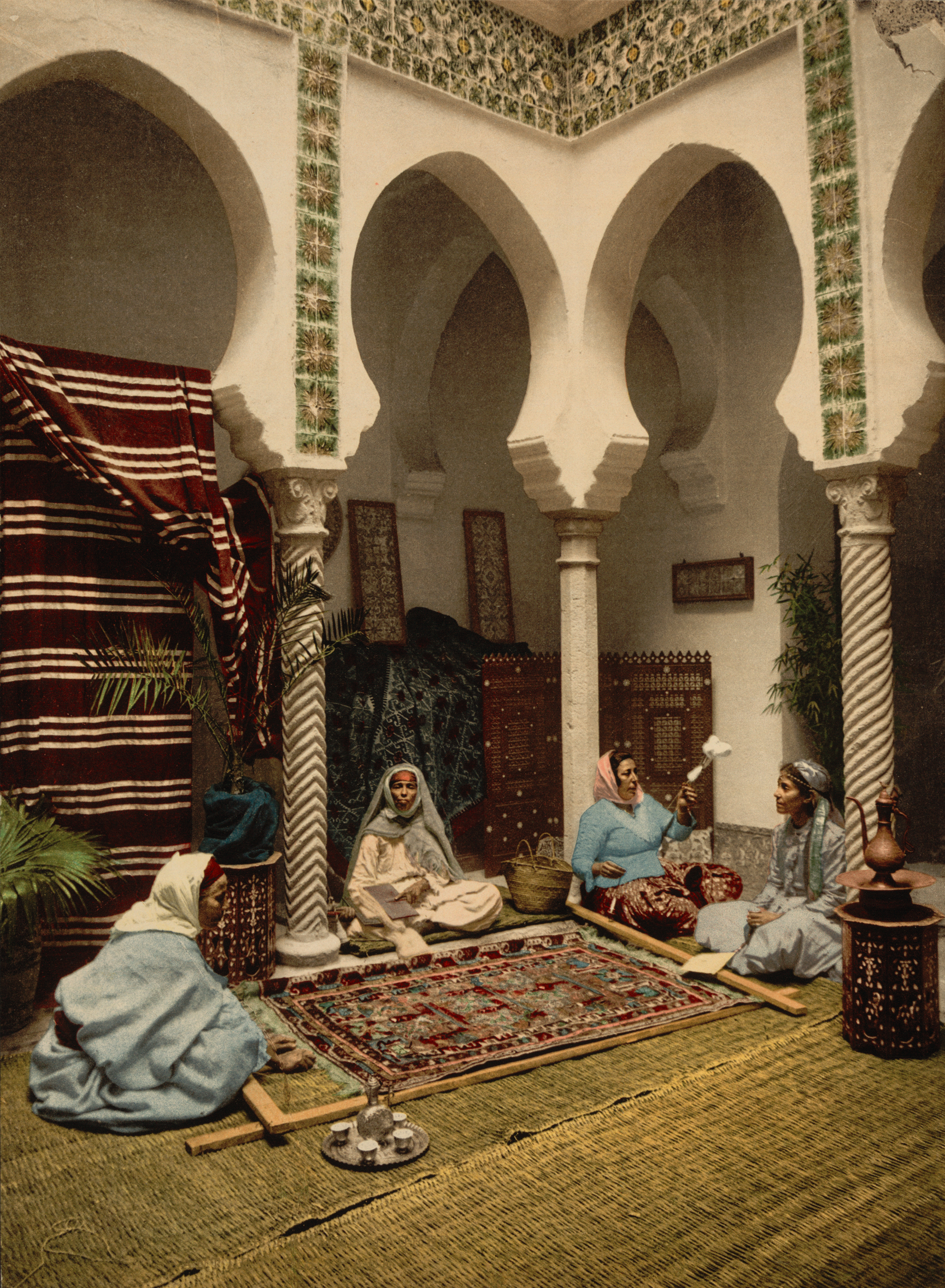
صناعة السجاد في الجزائر

البساط الشرقي هو [[نسيجٍٍ ثقيل يُنتجه في "المشرق" لأغراض نفعية ورمزية للاستخدام المنزلي والبيع المحلي والتصدير.
قد يكون السجاد الشرقي محاكاً من الوبر المعقود المنسوج أو كليم بدون وبر، ويصنع السجاج الشرقي من مواد مختلفة مثل الحرير والصوف والقطن والجوت وشعر الحيوانات. تختلف الأمثلة في الحجم من الوسائد إلى السجاد الكبير بحجم الغرفة، وتختلف الأنواع باختلاف الاستخدام كأكياس الحمل والتخزين، وأغطية الأرضيات، وأغطية الحيوانات الأليفة المزخرفة، وسجاجيد الصلاة الإسلامية، وأغطية تابوت التوراة اليهودية، وأغطية المذابح المسيحية. منذ العصور الوسطى العليا، كان السجاد الشرقي جزءًا لا يتجزأ من ثقافة المشرق الأصلية، وكذلك من الثقافة الأوروبية، وفي وقت لاحق، أصبح جزءاً من ثقافة أمريكا الشمالية.
جغرافياً، يُصنع السجاد الشرقي في منطقة يشار إليها باسم "حزام السجاد"، وتمتد من المغرب عبر شمال إفريقيا والشرق الأوسط وآسيا الوسطى وشمال الهند. وتشمل دولًا مثل شمال الصين، التبت، تركيا، إيران، المغرب العربي في الغرب، والقوقاز في الشمال. والهند وباكستان في الجنوب. تم صنع السجاد الشرقي أيضًا في جنوب إفريقيا من أوائل الثمانينيات إلى منتصف التسعينيات في قرية إيلنج القريبة من كوينزتاون.
يشارك في إنتاج السجاد الشرقي أشخاص من ثقافات ودول ومجموعات عرقية ومعتقدات دينية مختلفة. ونظرًا لأن العديد من هذه البلدان تقع في منطقة يشار إليها اليوم باسم العالم الإسلامي، فإن السجاد الشرقي غالبًا ما يُطلق عليه أيضًا "السجاد الإسلامي"، ويستخدم مصطلح "السجاد الشرقي" لنفس الغرض. ويُعرف السجاد المصنوع في إيران باسم "سجاد إيراني".

## أنواعه
ينقسم البساط الشرقي إلى عدة أنواع منها:
- بساط كشميري.
- بساط كردي.
- بساط تركي.
- بساط فارسي.
- بساط قوقازي.
- بساط صيني.
- بساط تيبتي.
- بساط أذربيجاني.

## الصور

### السجاد الأناضولي

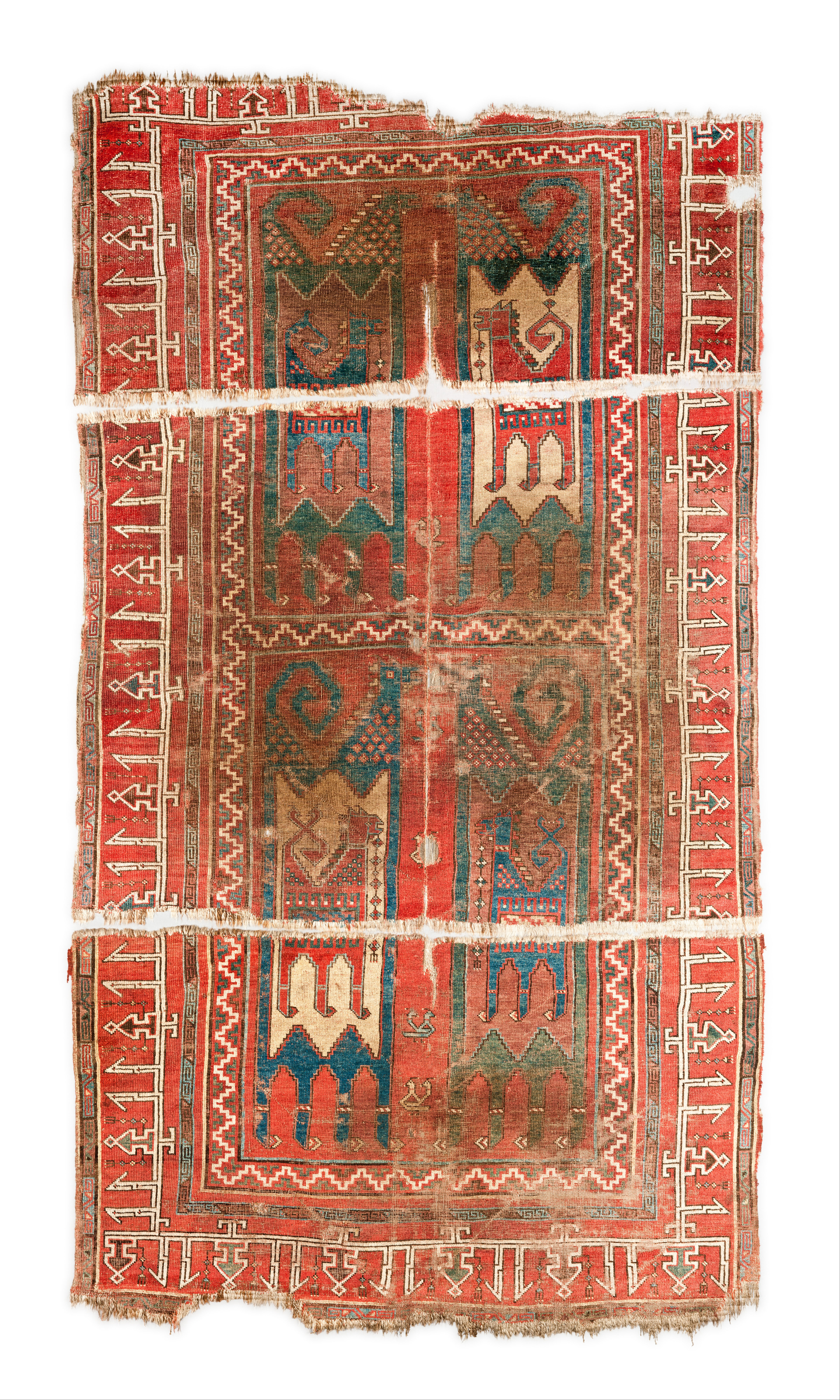
سجادة بتصاميم حيوانات، تركيا، يعود تاريخها إلى القرن الحادي عشر والثالث عشر، متحف الفن الإسلامي (الدوحة)
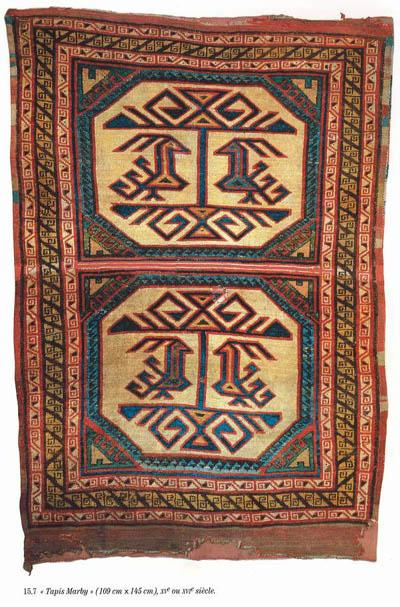
سجادة بتصاميم حيوانات، مصنوعة من الصوف ويعود تاريخها لقرابة عام 1500، وجدت في كنيسة ماربي، يمتلاند، السويد. أبعادها 160×112 سم، متحف التاريخ السويدي، ستوكهولم
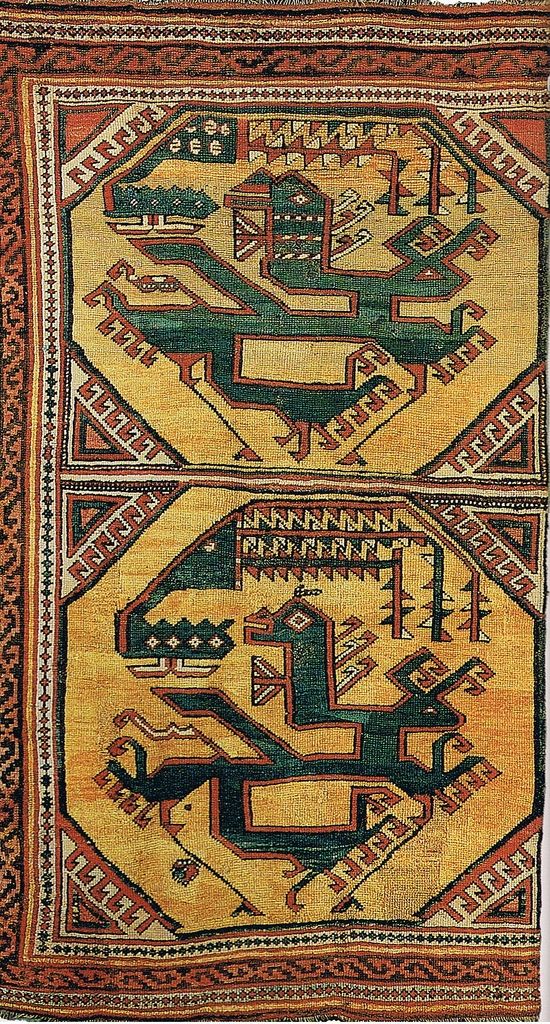
سجادة الفينيق والتنين، أبعادها 164×91 سم، الأناضول، تعود لعام 1500، متحف الفن الإسلامي في برلين، Inv. No. I.4
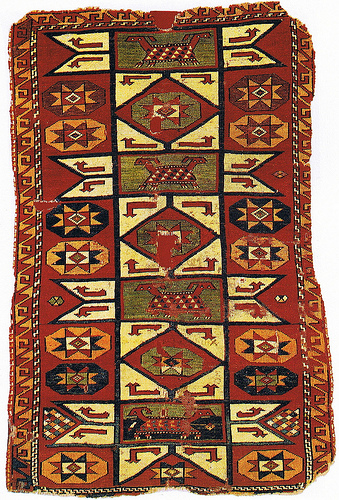
سجادة من الأناضول، يعود تاريخها لعام 1500 أو قبل ذلك، وهي مصنوعة من الصوف، توجد في متحف الفن الإسلامي، برلين. Inv. No. KGM 1885, 984
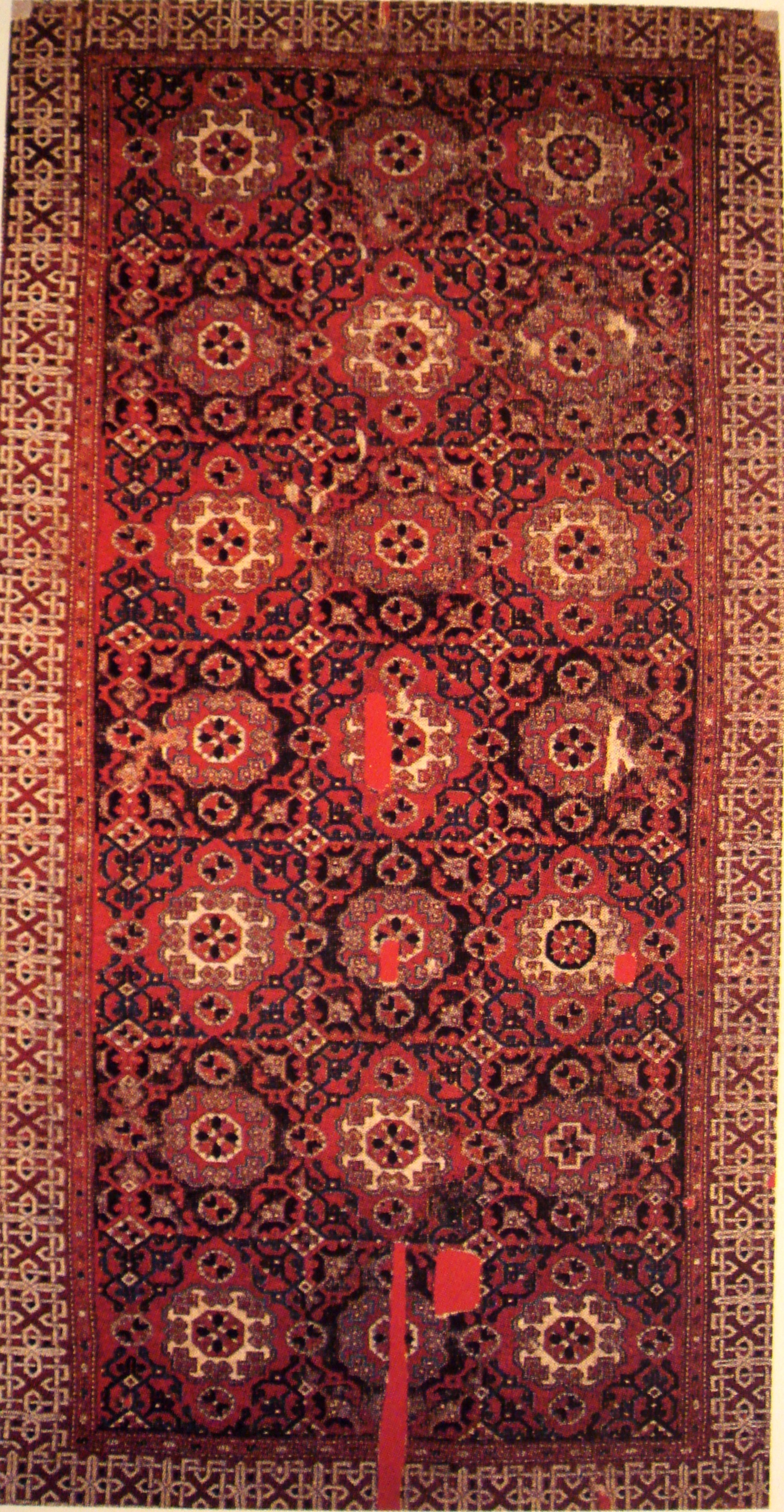
سجادة هولباين صغيرة الحجم من النوع الأول، من غرب الأناضول، القرن السادس عشر.
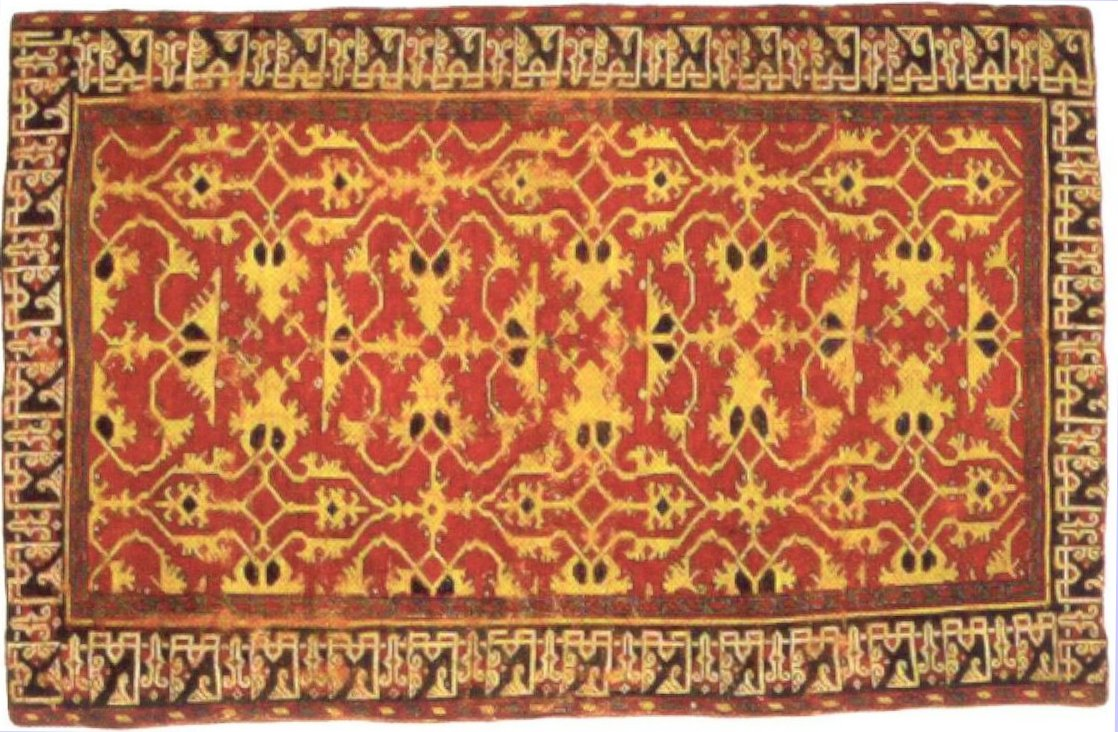
سجادة لوتو من الأناضول الغربية، من القرن السادس عشر، توجد في متحف سانت لويس للفنون.
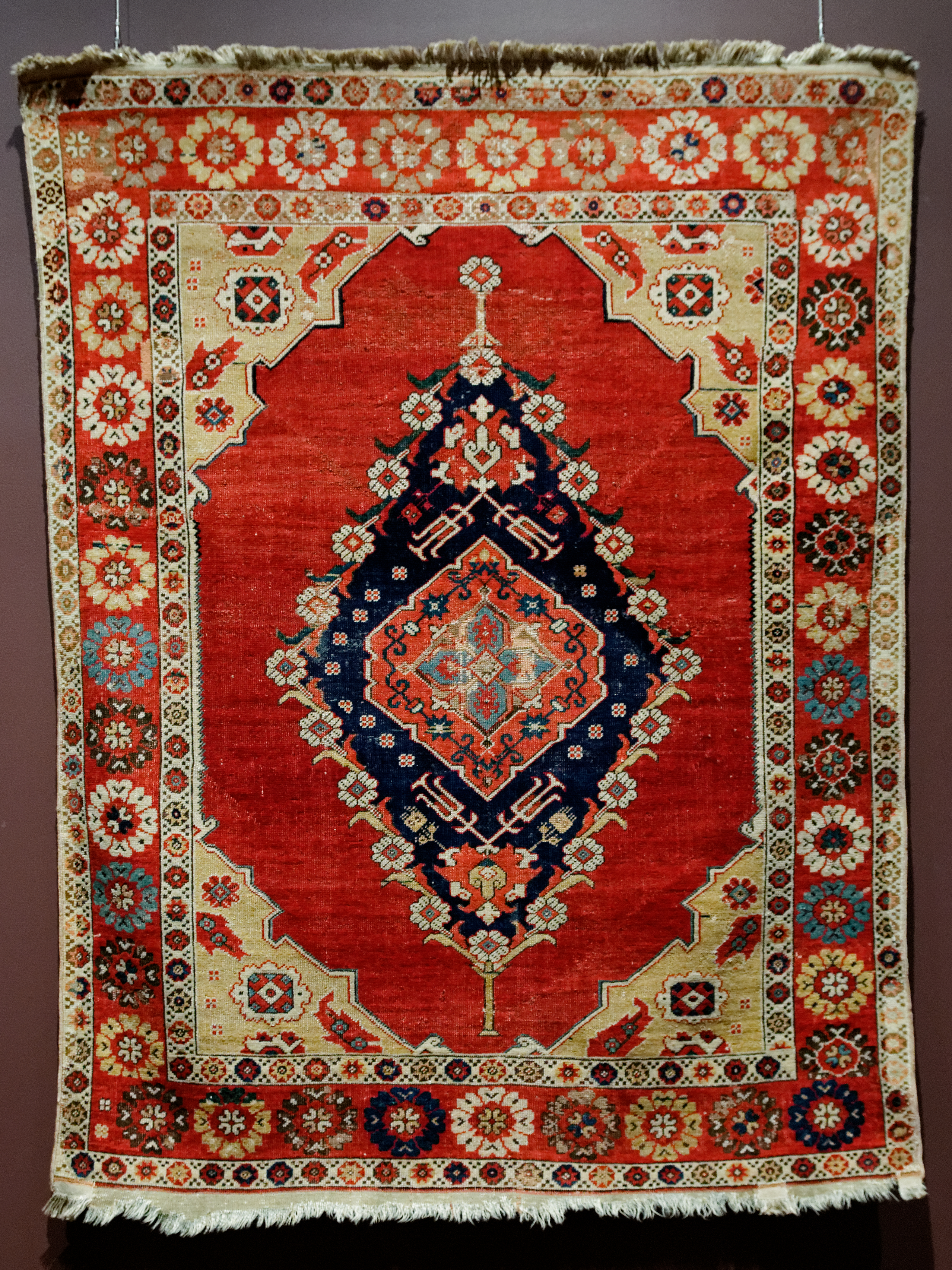
سجادة ترانسلفانيا ذات "الفتحتين"، متحف المتروبوليتان للفنون
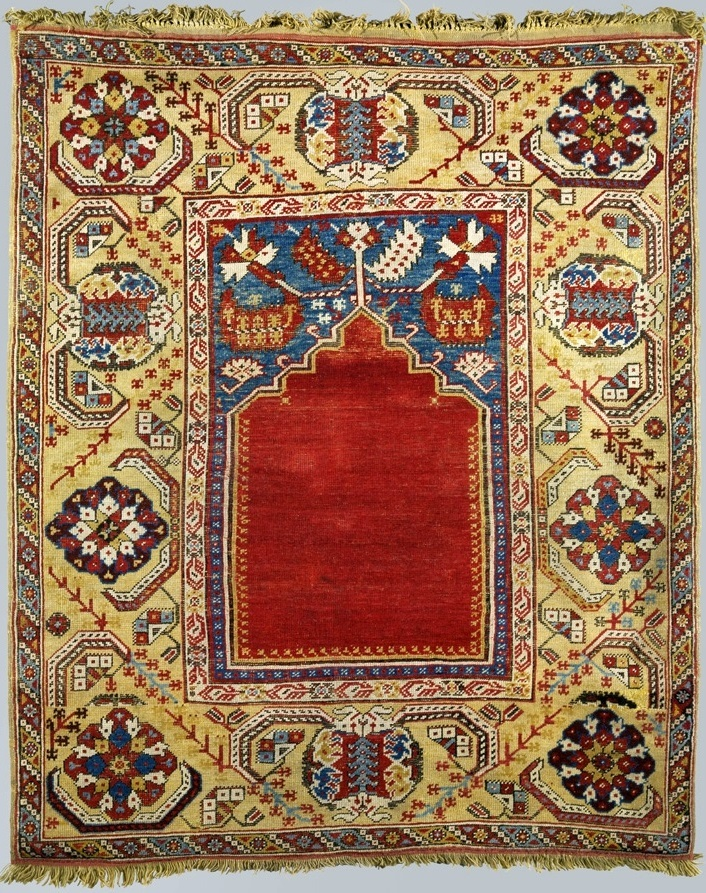
سجادة صلاة تركية من القرن الثامن عشر، منطقة جنوب غرب تركيا (ميلاس)؛ المتحف الوطني في وارسو

### السجاد الفارسي

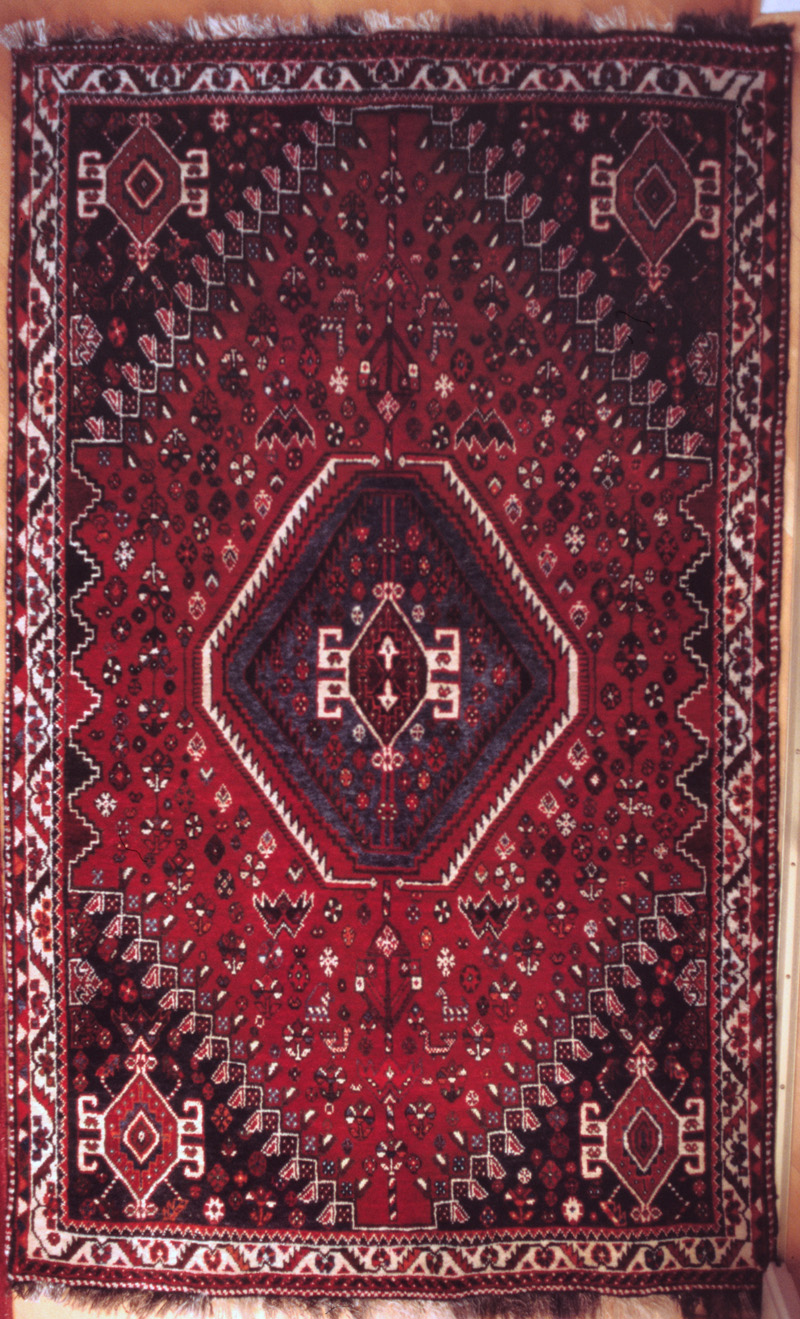
Ghashghai nomadic rug
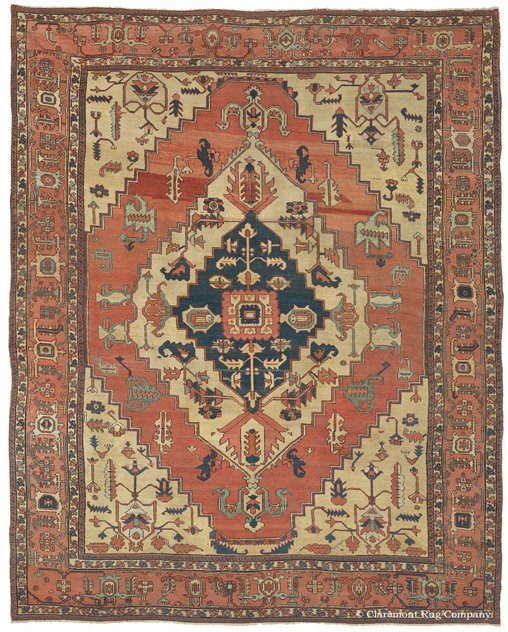
سجادة سيرابي عتيقة، منطقة حريز، شمال غرب بلاد فارس، أبعادها 9 أقدام و11 بوصة × 12 قدمًا و10 بوصات، تعود لعام 1875
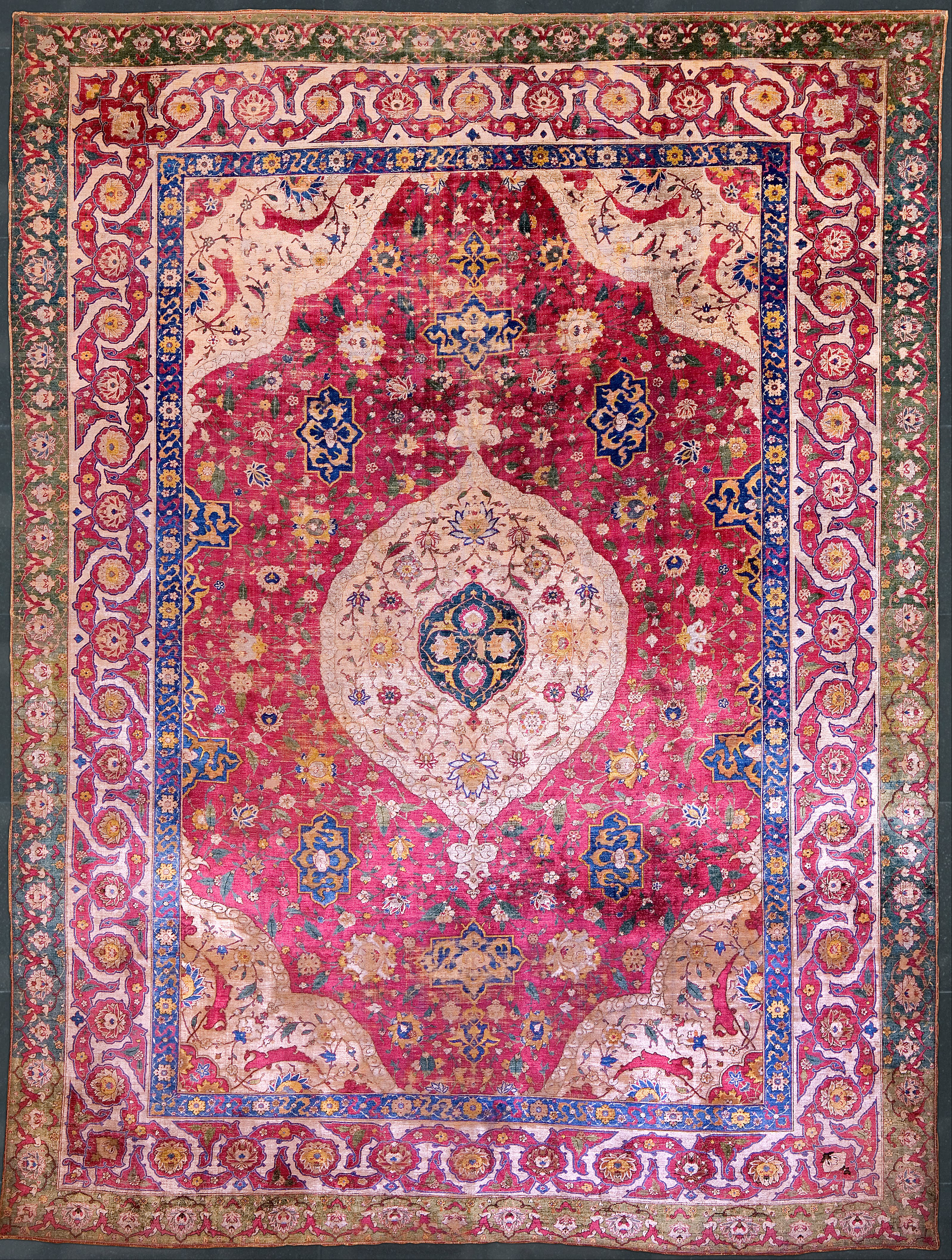
سجادة حرير صغيرة من عائلة روتشيلد، منتصف القرن السادس عش، متحف الفن الإسلامي (الدوحة)
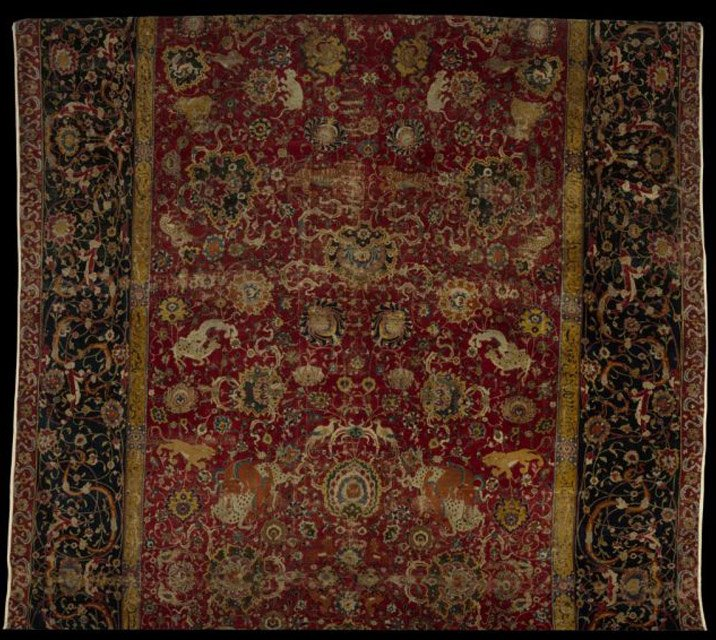
سجادة الإمبراطور (تفاصيل)، النصف الثاني من القرن السادس عشر، إيران. حرير (السدى واللحمة)، صوف (الوبر)؛ وبر غير متماثل، أبعادها 759.5 × 339 سم. متحف المتروبوليتان للفنون، نيويورك
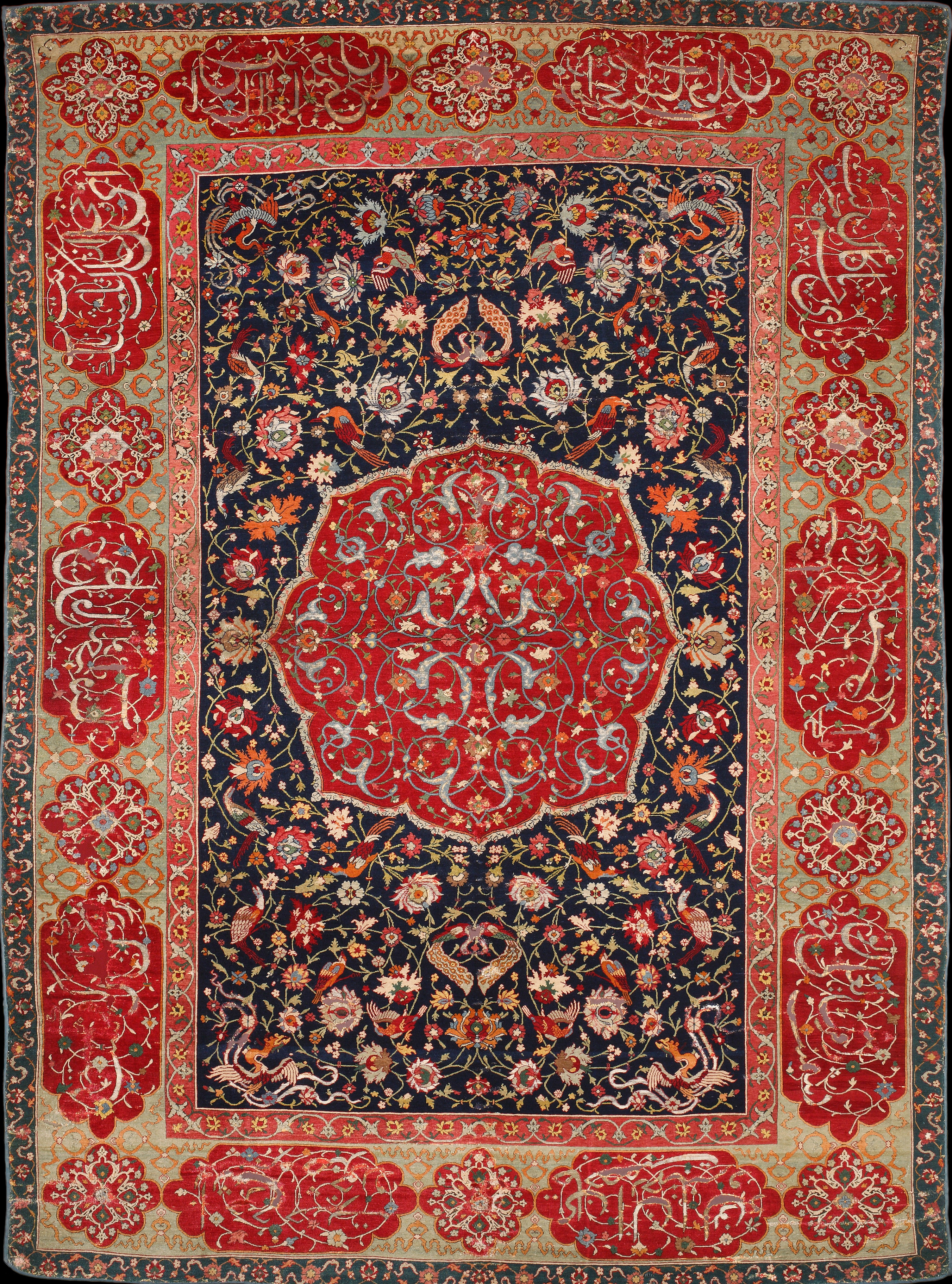
ما يسمى بسجادة الملح المصنوعة من الصوف والحرير والخيوط المعدنية. تعود لعام 1600.
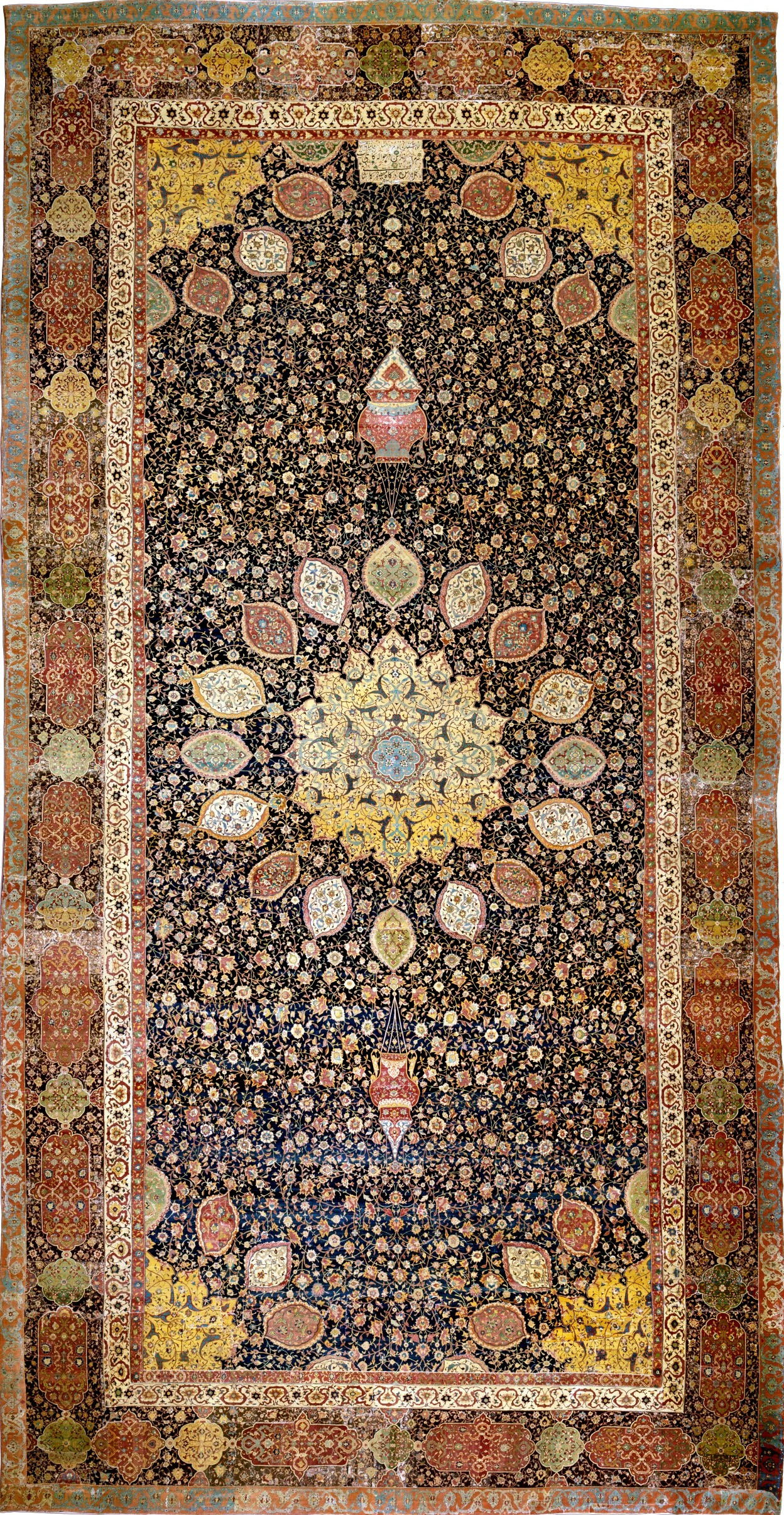
سجادة أردبيل، بلاد فارس، يعود تاريخها إلى عام 946 هـ. موجودات متحف فيكتوريا وألبرت مسجلة برقم 272-1893. © متحف فيكتوريا وألبرت، لندن
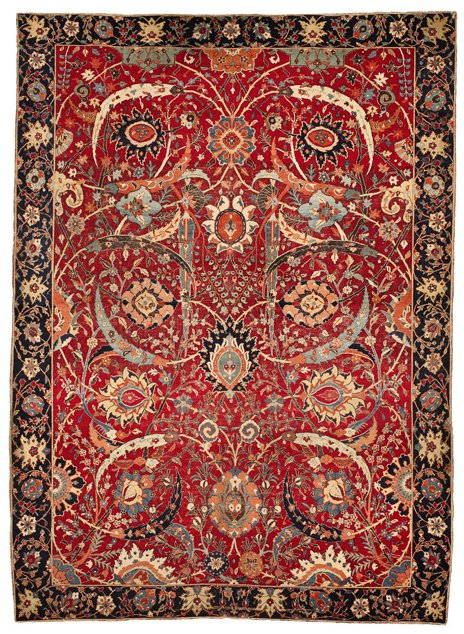
سجادة كلارك المصنوعة من ورق المنجل، والتي تتكون من لفافة عنب ونباتات نخيل، القرن السابع عشر

### البسط القوقازية

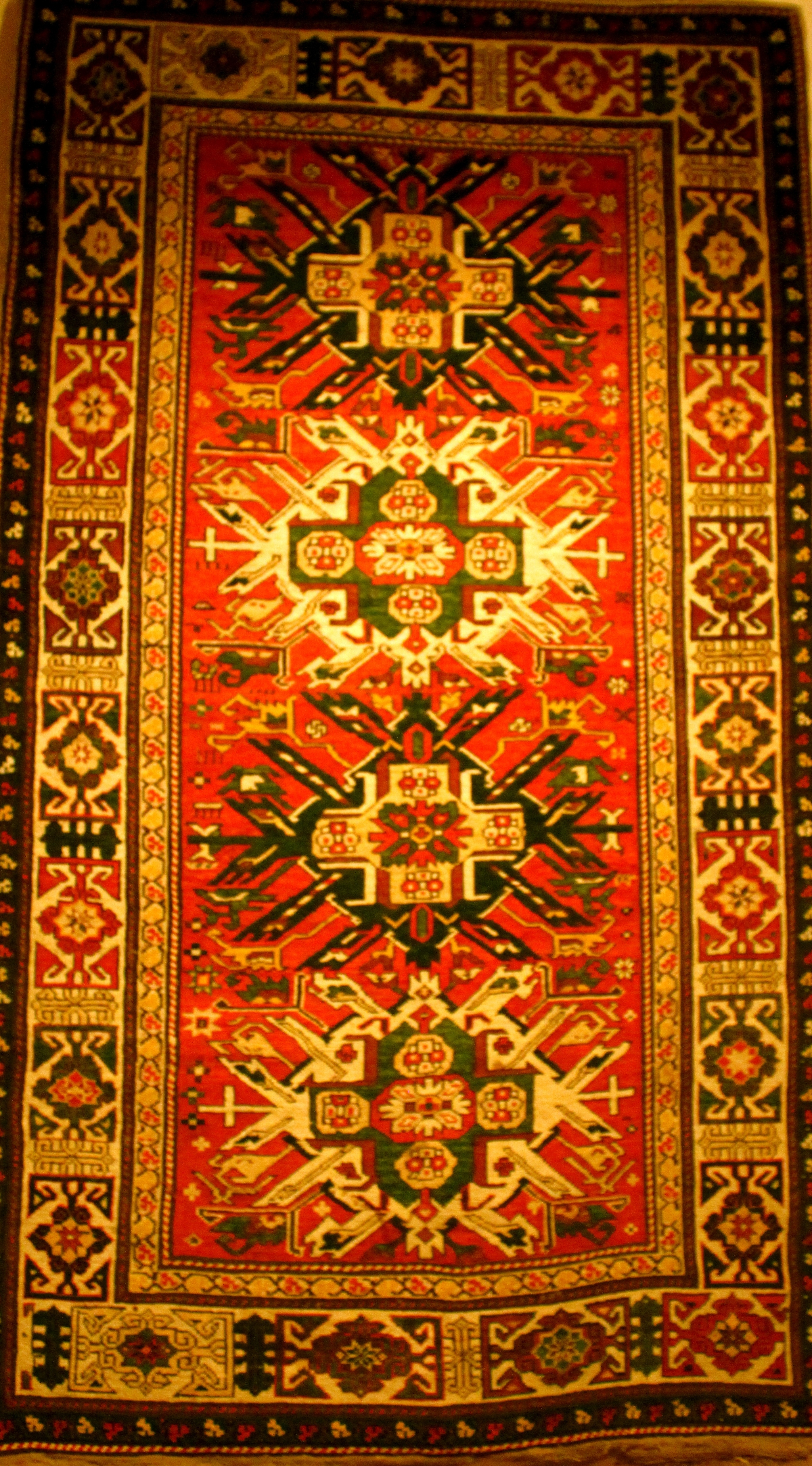
سجادة غوهار، مجموعة كاراباخ المكونة من السجاد الأذري، القرن السابع عشر
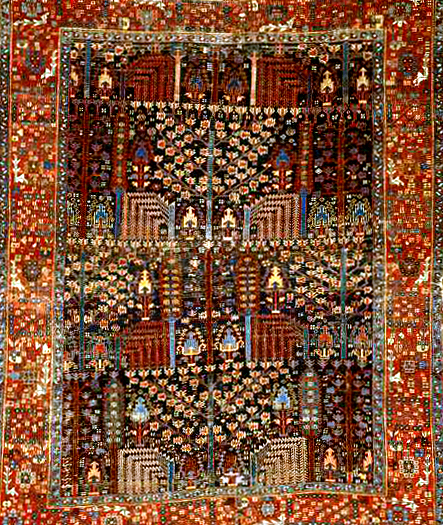
سجادة كاراجا
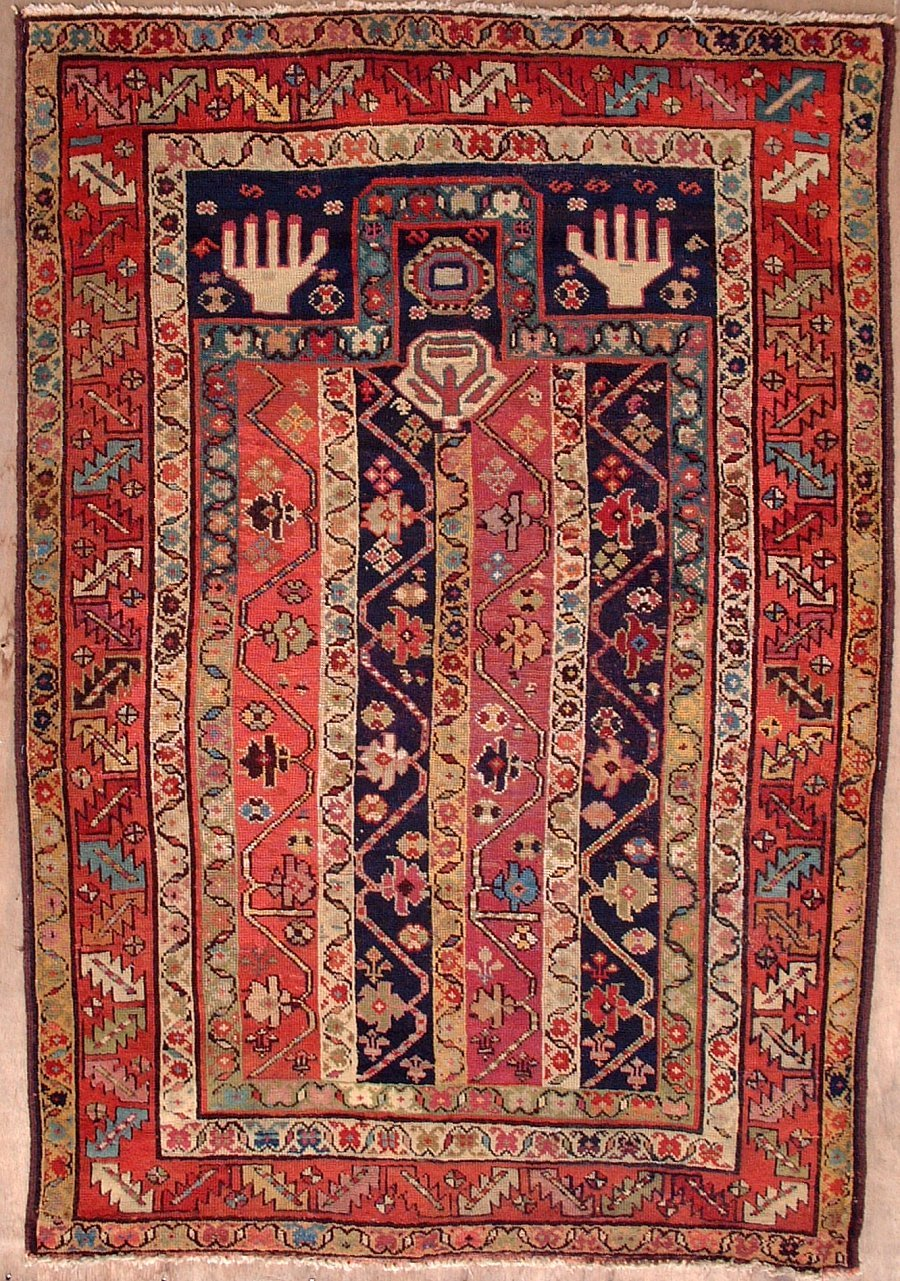
سجادة صلاة شيروان
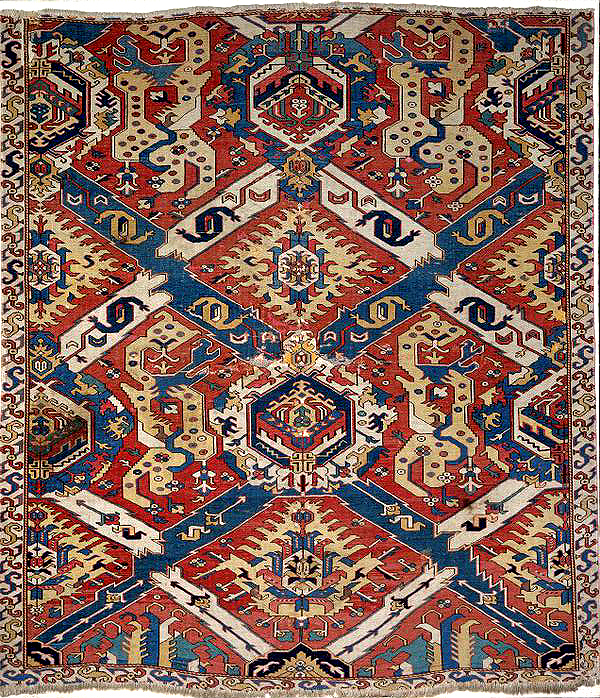
"سجادة التنين" من جنوب القوقاز مزينة بالصلبان المعقوفة، القرن السابع عشر. شيروان أو كاراباخ، أذربيجان الحديثة.
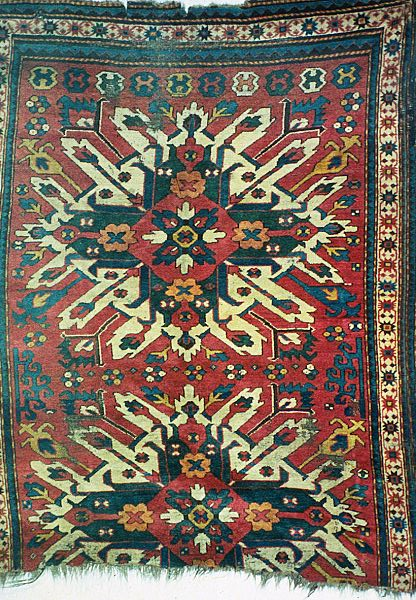
سجادة "النسر" أو "أشعة الشمس" الأرمنية
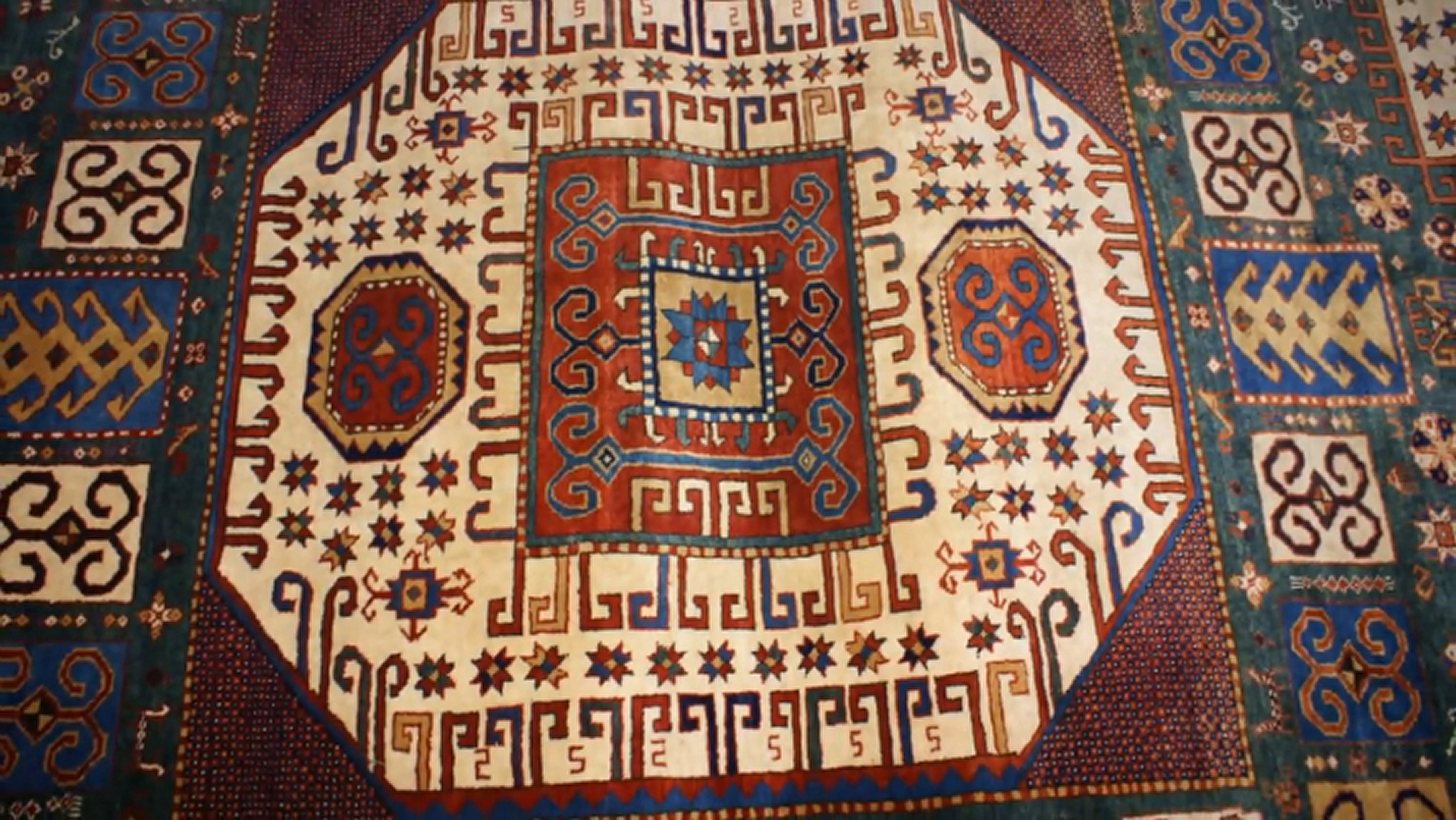
سجادة الوبر التقليدية من شيروان

### البسط التركمانية

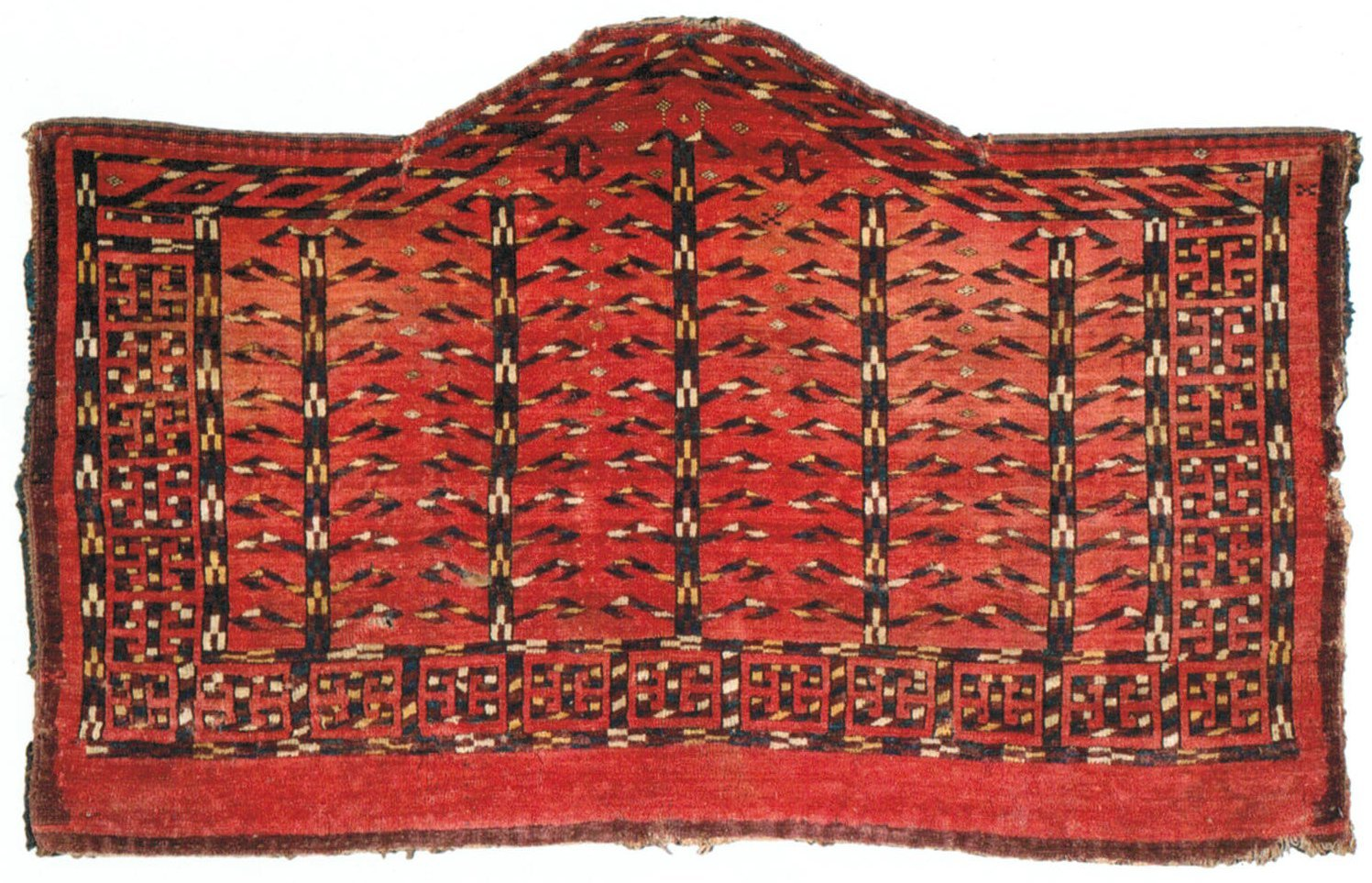
غطاء جمل، تعود لقبائل اليمود وتمثل "الشجرات الخمس"، تركمانستان، القرن 18-19. أبعادها 75X124 سم
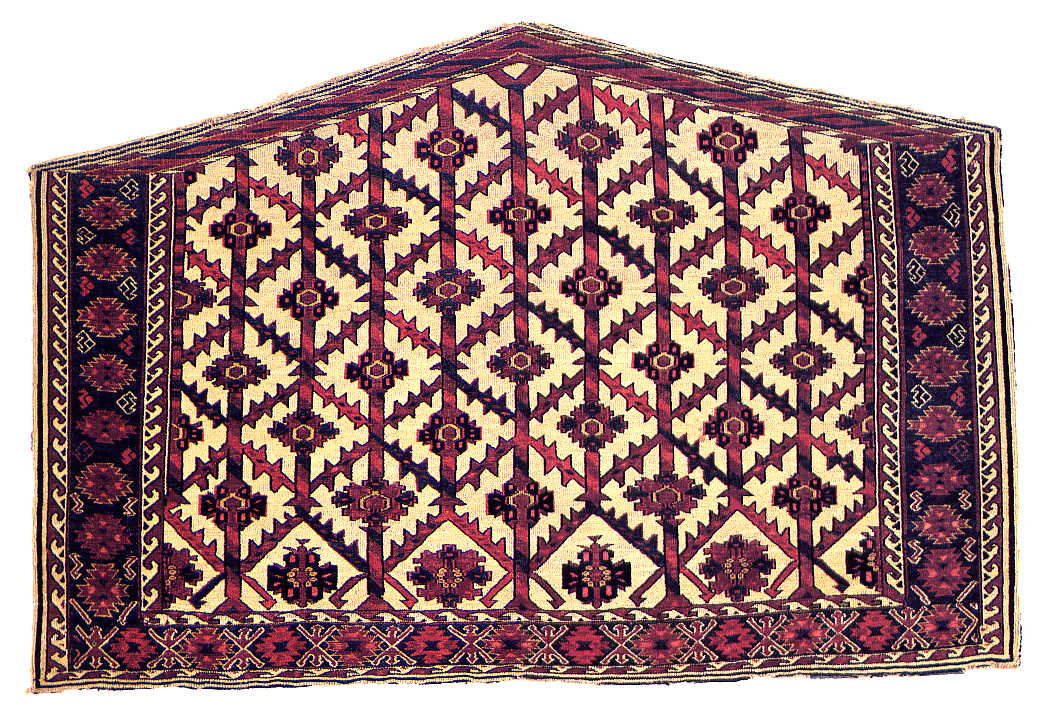
Yomud asmalyk
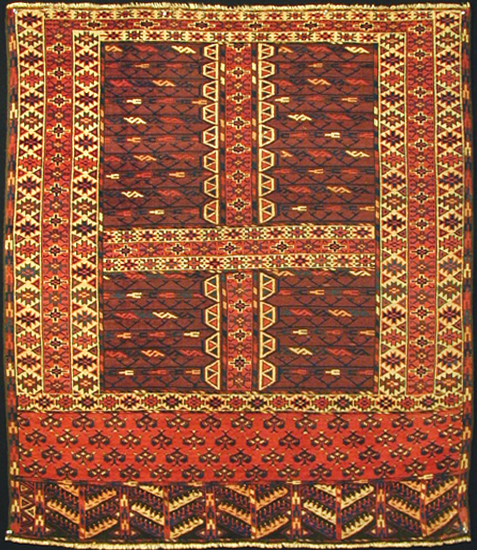
غطاء باب خيمة من خيم قبائل يومود (ensi)
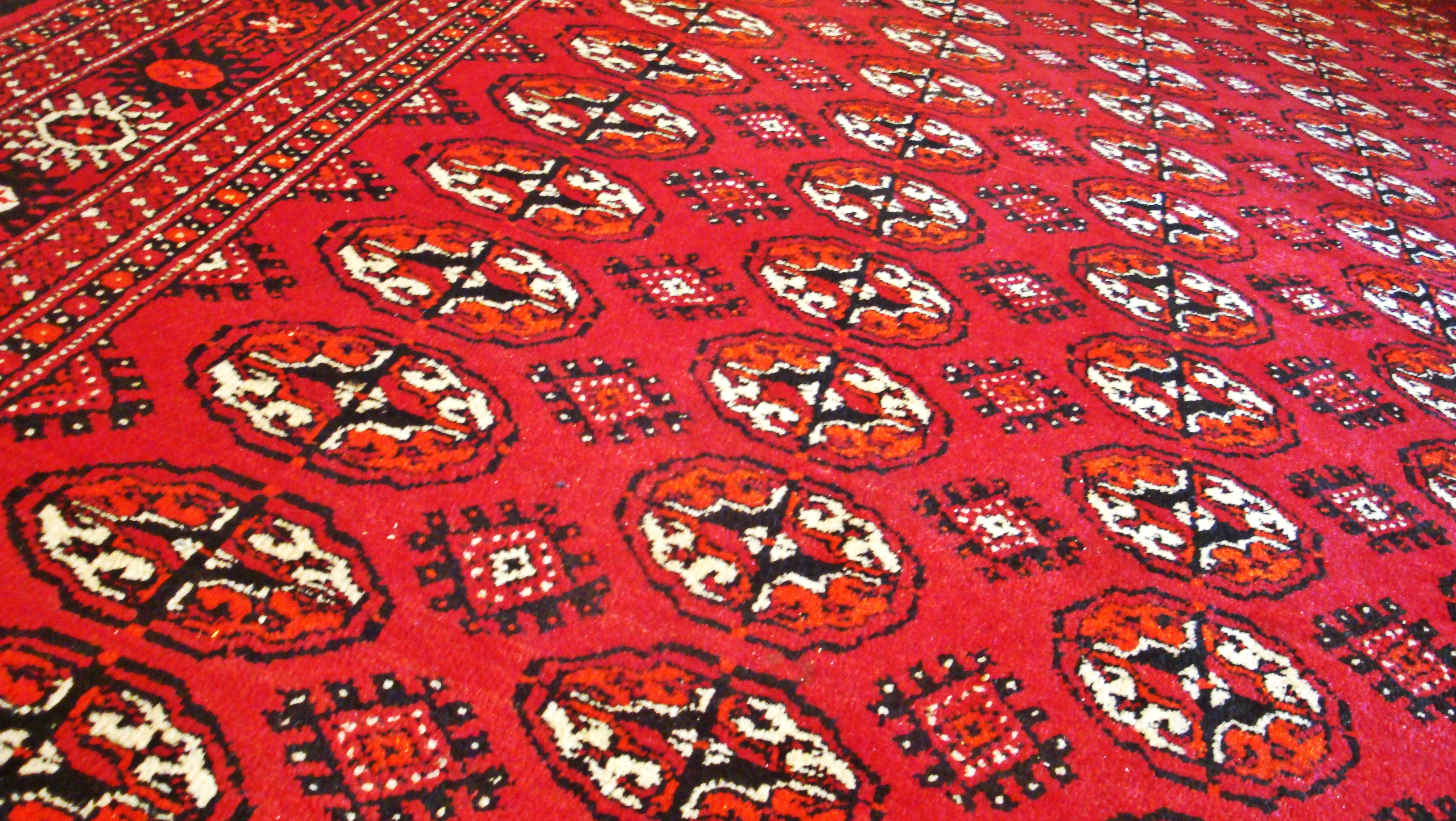
سجادة "بخارى" روسية، مقاس السجادة الرئيسي (هالي)، بتصميم تركماني
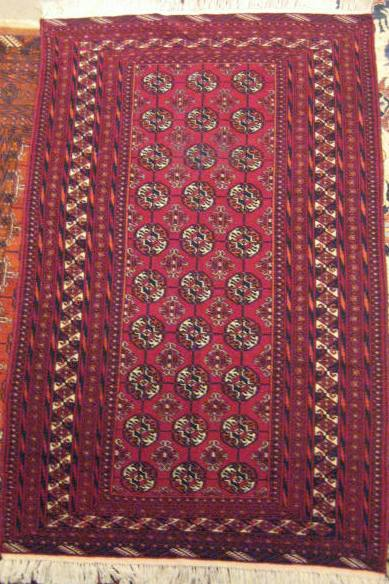
سجادة "بخارى" روسية، مقاس السجادة الرئيسي (هالي)، بتصميم تركماني
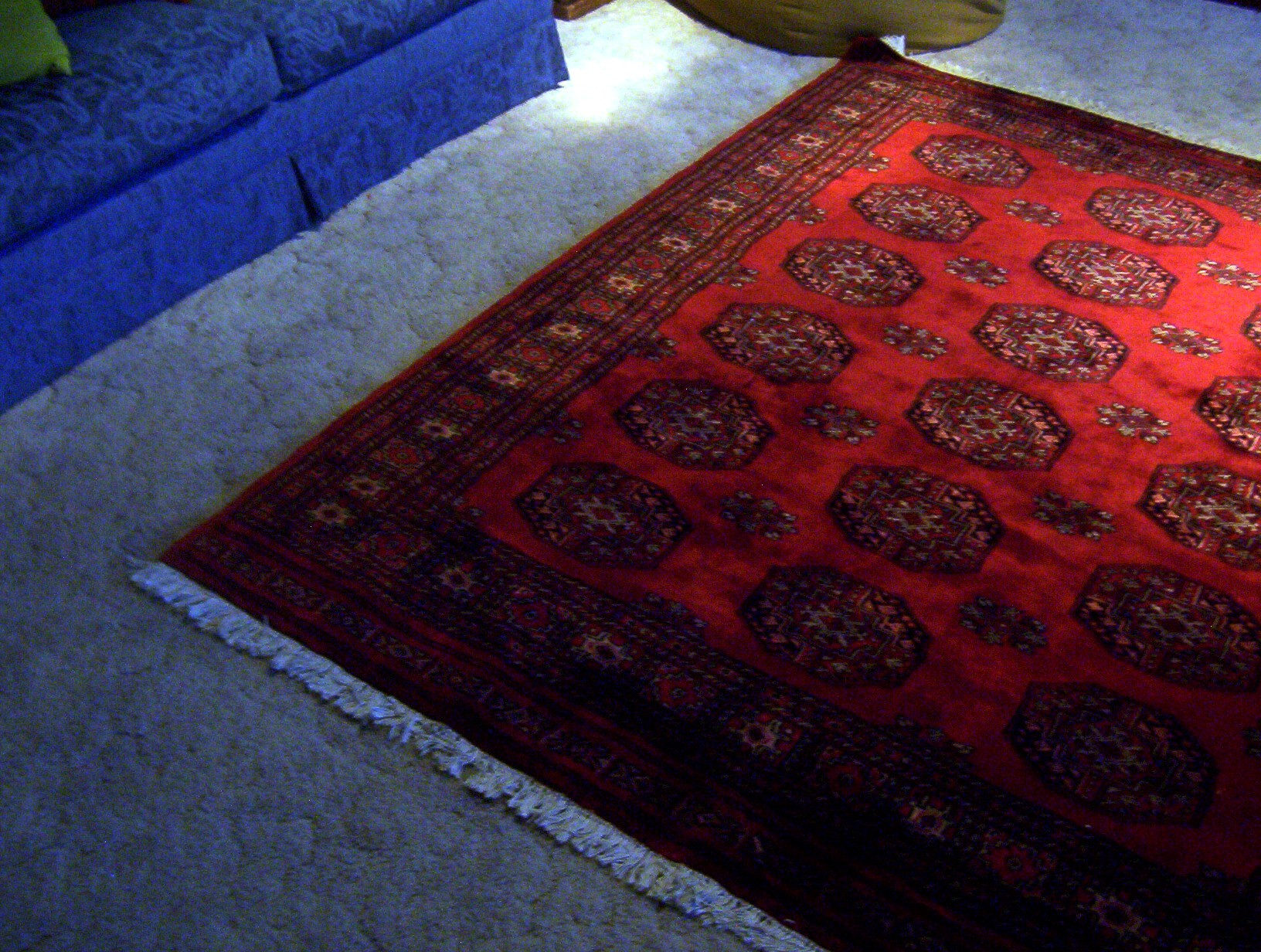
سجادة تركمانية في منزل

### البسط الهندية

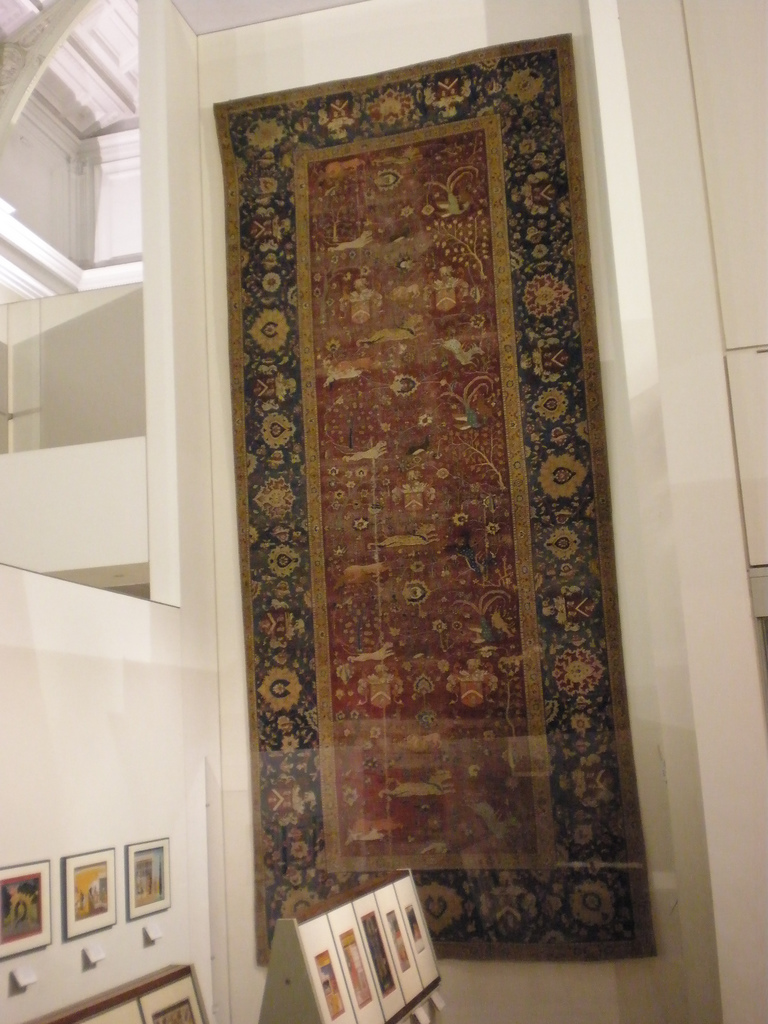
سجادة مغولية مزينة بشعار عائلة فريملين، متحف فكتوريا وألبرت
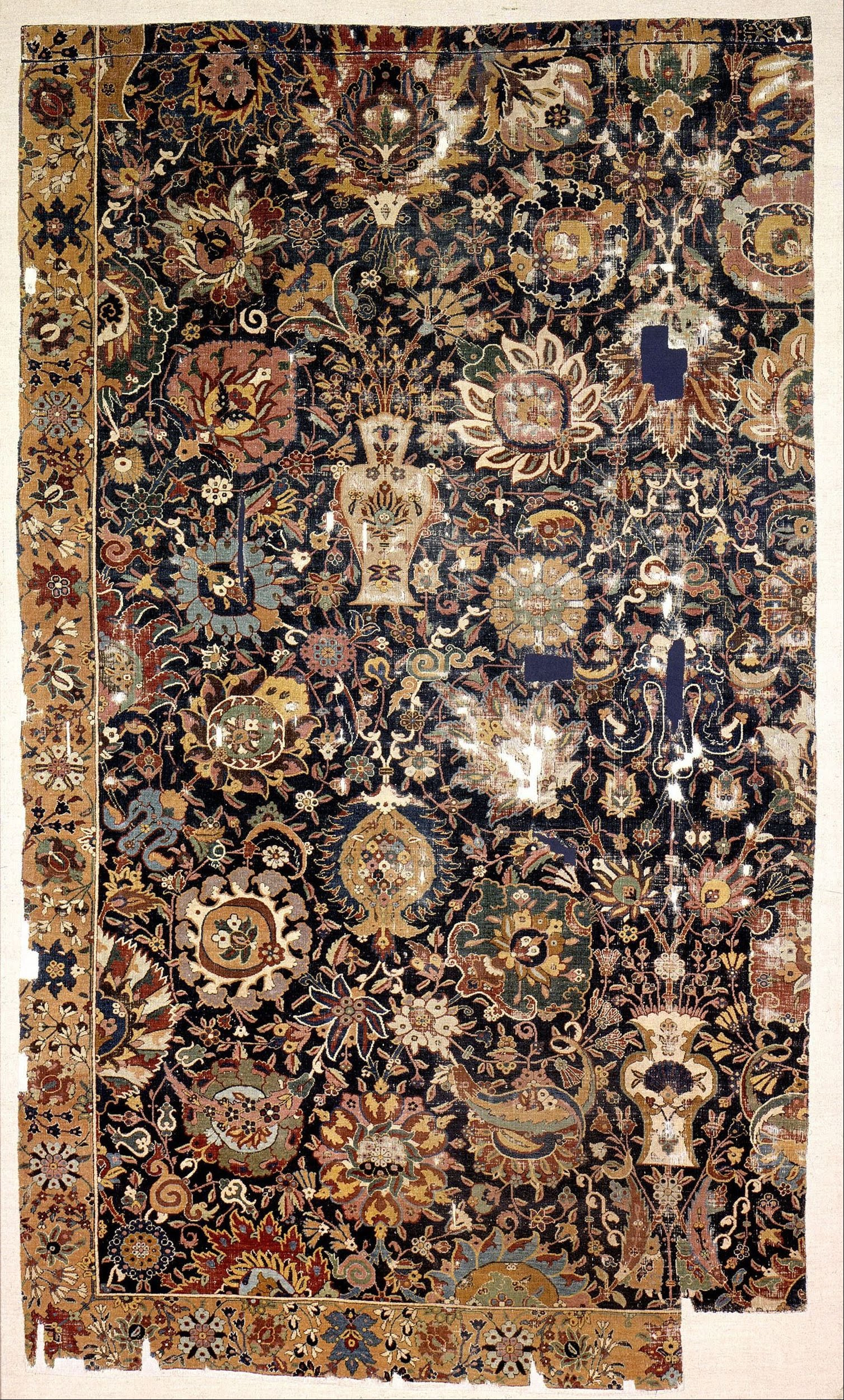
سجادة مغولية مع مزهريات
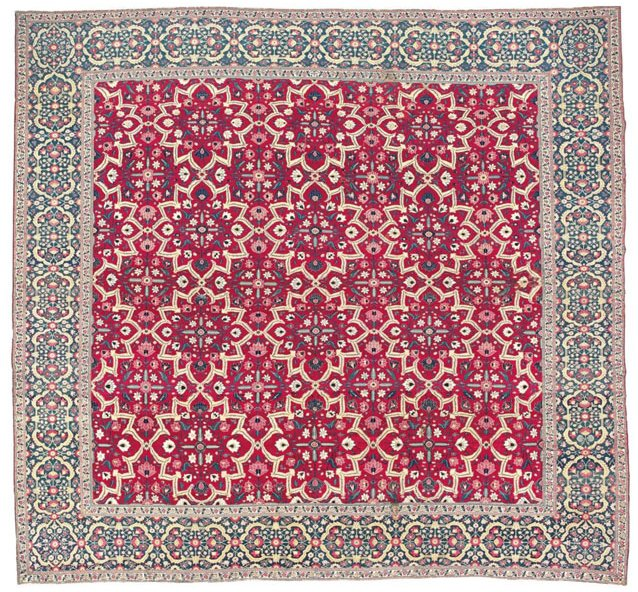
سجادة Millefleur 'Star-Lattice'، القرن السابع عشر وأوائل القرن الثامن عشر، الهند المغولية
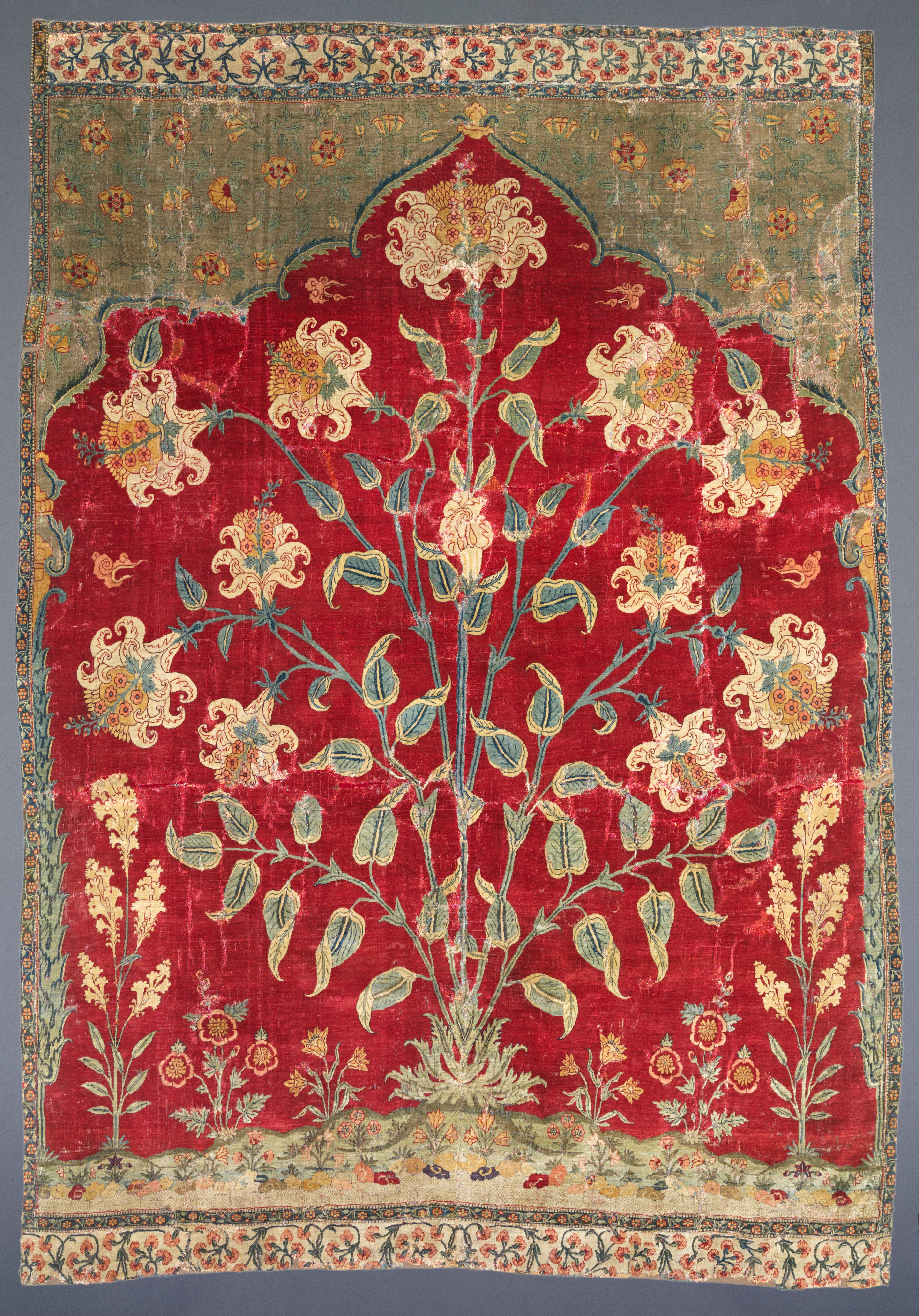
غير معروف، الهند - جزء من سجادة ساف
غير معروف، الهند، القرن السابع عشر - سجادة كيفوركيان حيدر أباد

### البسط الصينية

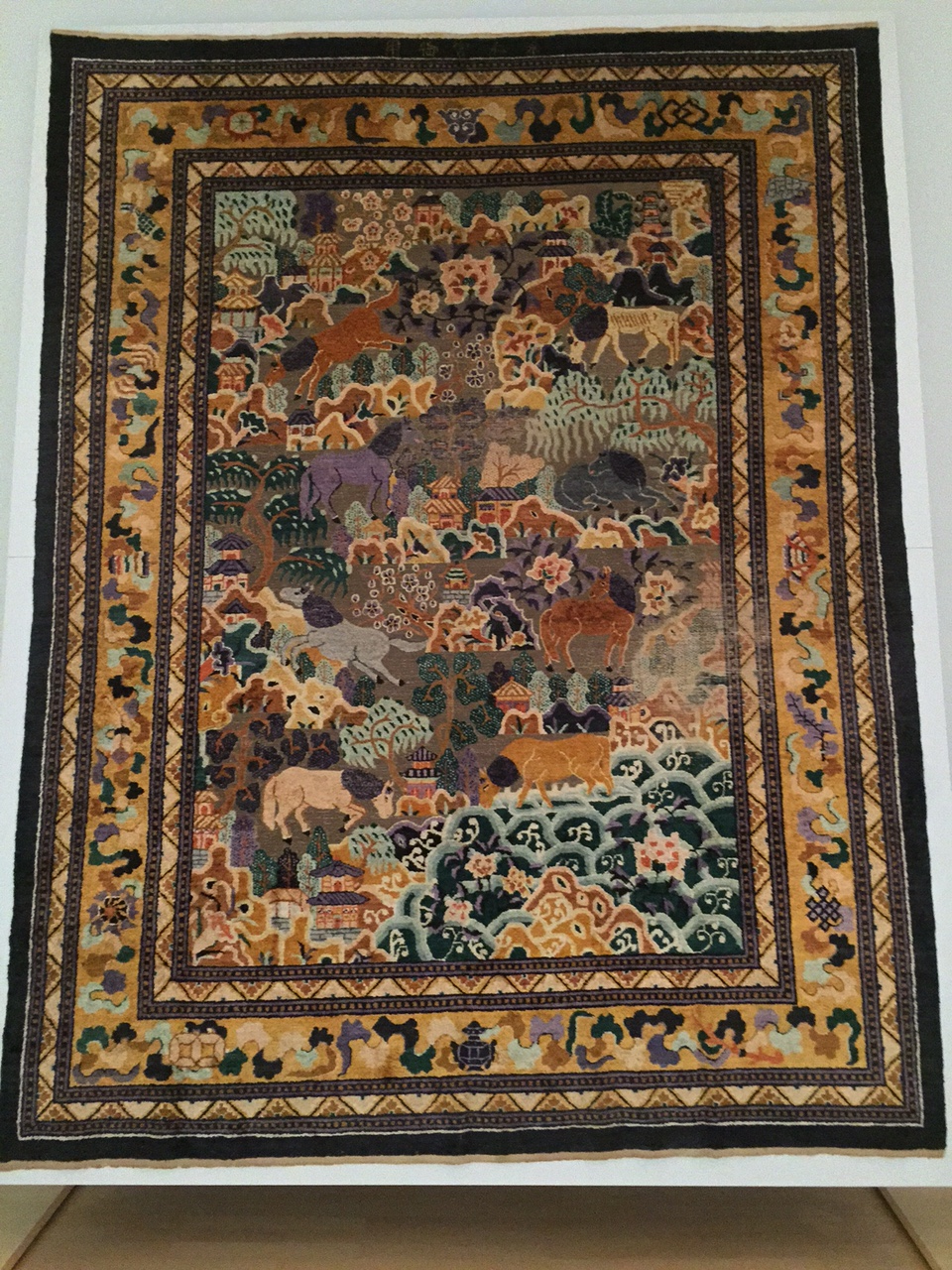
سجادة صينية تعود لعهد الإمبراطورية تصور "خيول الملك مو الثمانية". القرن التاسع عشر، وتوجد في متحف الفنون والحرف
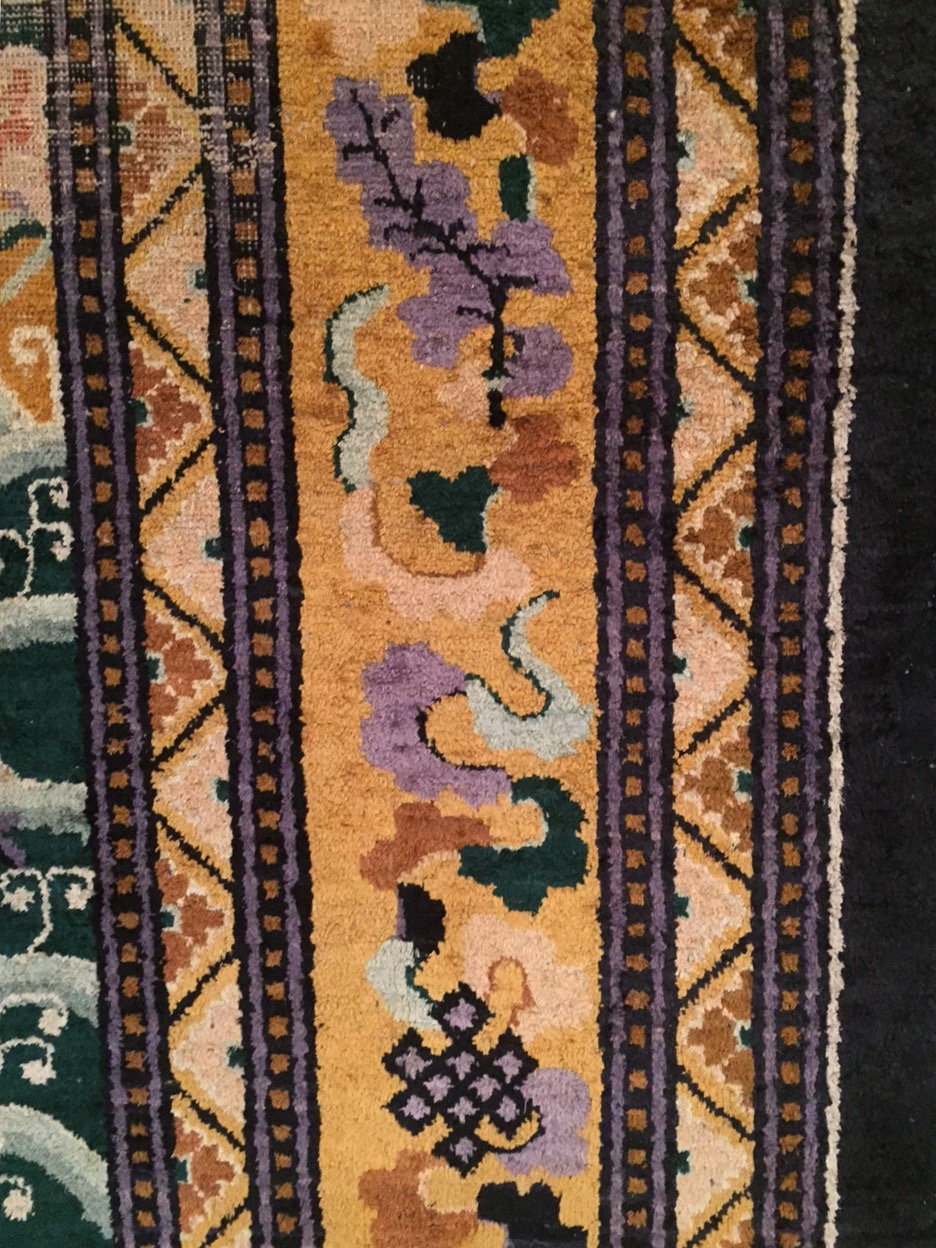
تفاصيل (أطراف) سجادة صينية تعود لعهد الإمبراطورية، القرن التاسع عشر، وتوجد في متحف الفنون والحرف